# 市川哲史
市川 哲史（いちかわ てつし、1961年3月16日 - ）は、日本の音楽評論家、編集者、ラジオパーソナリティ、大学非常勤講師。岡山県津山市出身。O型。

## プロフィール
大学浪人中の1980年から13年間、『ロッキング・オン』の雑誌を中心に洋邦問わず音楽評論活動を続ける。
当時、硬派な雑誌であった『ROCKIN'ON JAPAN』にX・BUCK-TICKといった後にヴィジュアル系と呼ばれるようなバンドを積極的に取り上げる。アーティストとの呑みの場をレポートをしたコラム「市川哲史の酒呑み日記」も連載した。
1993年に独立して10月に『音楽と人』を創刊するが、社長と編集長を同時に務めていた1998年に自律神経失調症とうつ病を発症して失踪し自殺未遂を起こす。地元岡山で隠遁生活を送るが、21世紀に入って復帰し、『weekly oricon』（連載「“帰ってきた”音楽評論家 市川哲史のオリコン番外地」）などで執筆活動を行なった。
2005年にヴィジュアル系について綴った著作『私が「ヴィジュアル系」だった頃。』を、2006年に続編『私も「ヴィジュアル系」だった頃。』を、2008年に『さよなら「ヴィジュアル系」〜紅に染まったSLAVEたちに捧ぐ』（2冊を再編集し加筆を加え文庫化）を、2016年には『逆襲の<ヴィジュアル系>-ヤンキーからオタクに受け継がれたもの』を発表している。
現在はマイペースの音楽素浪人生活中。『日経エンタテインメント!』で連載した「市川哲史の音楽は人なり。」は、いまどき珍しい「正直すぎる」アーティスト評で、相変わらず業界内に波紋を起こした。
2017年から2022年にかけて、『ヘドバン』Vol.16よりコラム「市川哲史の酒呑み日記 ビヨンド」を連載した。

## 人物
- 元々は洋楽畑の評論家であり、プログレッシブ・ロックやニュー・ウェイヴなどの評論を多く手がけた。洋楽作品のライナーノーツは500を超える。
  - ロキシー・ミュージック、ひいてはブライアン・フェリーを敬愛している。学生時代には、親を欺いて中野サンプラザまで来日公演を観に行った旨を『IN YOUR MIND』の再発CDのライナーノーツに記載している。
  - ブライアン・フェリーやXTCの日本限定版コンピレーション・アルバムのリリースを実現された他、ジャパンの日本盤ボーナストラック収録にてレア曲を世界初のCD化に導いたという功績がある。ジャパンに関しては国内の有志達によるトリビュートアルバム『Life in Tokyo』のプロデュースも手がけた。
  - 失踪直前にはXTCの日本限定版コンピレーション・アルバムの選曲を担当したが、ライナーノーツは締め切りに間に合わず未掲載となった。
- 『ROCKIN'ON JAPAN』時代の同僚に山崎洋一郎がいる。X、BUCK-TICKなどヴィジュアル系担当の市川と、エレファントカシマシやフリッパーズ・ギター、ニューエスト・モデルといった硬派なバンドを担当した山崎とで、雑誌の掲載ページを巡る争奪戦が行われていた。
- 創刊から休刊までの『音楽と人』は現在と異なり、メジャー路線でありながら自身が好むアーティストはリリース時期やセールスに関係なくロングインタビューが組まれるなど、市川の個人的趣味が強いとも取れる音楽雑誌であった。
  - BUCK-TICK関連やBLANKEY JET CITY、橘いずみなどが偏愛され、大槻ケンヂと市川のフリートーク「哲ケン対談」がレギュラー掲載されていた。また、「市川哲史嫌い」のコーネリアスや「カバに似てますね」と発言した中村一義などと丁々発止のやりとりが行われた。
- 「ヴィジュアル系」というジャンル名の直接的な名付け親という説があるが、自身の著書で否定している。
- 1990年代、当時ロンドン在住だった土屋昌巳に雑誌やCD等を郵送していた[7]。
- 岡山県立津山高等学校卒業。放送部に所属しており、当時の先輩に三原重夫（元ローザ・ルクセンブルグ、メトロファルス、ルースターズ他）がいた[8]。
- スペースシャワーTV創生期は、構成作家でありながら鈴木杏樹やリサ・ステッグマイヤーらと共にVJを担当した他、『酒呑み日記』実況中継もオンエアしていた。また、NACK 5の『ミッドナイトロックシティ』パーソナリティー時代には、毎週ゲストが勝手に集結し、自身と交流のあるミュージシャンたちによる宴会が生放送されていた。
- 音楽ライター業を休止していた際には「GLAYに借金をした」や「愛人と蒸発した」など根拠のない憶測が浮上した。後に、当時体調を崩し、自殺未遂を繰り返し神経衰弱になっていた事が本人によって明かされている[9]。
- 近年は、元プロ野球選手であり城島健司の英会話の家庭教師を務めた坂本充との英会話書籍や、バンダイの食玩シリーズ「ウルトラ怪獣名鑑」の書籍、テレビドラマ作品のノベライズを手がけるなど、他分野での活動も見せている。

## 書籍
- X　PSYCHEDELIC VIOLENCE CRIME OF VISUAL SHOCK（1990年、ロッキング・オン）ISBN 978-4947599162
  - X　PSYCHEDELIC VIOLENCE CRIME OF VISUAL SHOCK 復刻版（2008年、ロッキング・オン） ISBN 978-4860520731
- ART OF LIFE（1992年、ロッキング・オン、YOSHIKIとの共著） ISBN 4-947599-19-7
- BT8992 Buck‐Tick's metamorphosis1989-1992 （1992年、ロッキング・オン） ISBN 4-947599-21-9
- BJC（1993年、ロッキング・オン） ISBN 4-947599-23-5
- ROCK GIANTS 70'S（1993年、ロッキング・オン）　構成・編集・文＝市川哲史/斉藤まこと　市川哲史によるROGER WATERS（ex.Pink Floyd）とROBERT FLIPP（King Crimson）のインタビューを収録。　ISBN 978-4947599247
- キリト 偽装 音楽業界(2003年、オリコン・エンタテインメント) ISBN 4871310582
- ORANGE RANGE チーズ☆バター☆ジューシーメー（2005年、オリコン・エンタテインメント) ISBN 4-847028015
- 私が「ヴィジュアル系」だった頃。（2005年、竹書房） ISBN 4-8124-2191-8
- 私も「ヴィジュアル系」だった頃。（2006年、竹書房） ISBN 4-8124-2643-X
- さよなら「ヴィジュアル系」〜紅に染まったSLAVEたちに捧ぐ(2008年、竹書房) 上記2冊を再編集し加筆を加え文庫化したもの。 ISBN 4-812434815
- ウルトラ怪獣名鑑戯画報 (名鑑シリーズ) （2008年8月26日、竹書房）幻のフィギュア「ナメゴン」(モノクロversion)付属。 ISBN 978-4812435656
- ウルトラ怪獣名鑑戯画報・インターネット限定版 (名鑑シリーズ) （2008年8月26日、竹書房） 幻のフィギュア「ナメゴン」(カラーversion)付属。 ISBN 978-4812435663
- 853〜刑事・加茂伸之介 上（2010年3月3日、竹書房）ドラマノベライズ ISBN 978-4812441503
- 853〜刑事・加茂伸之介 下（2010年4月20日、竹書房）ドラマノベライズ ISBN 978-4812441510
- 遺留捜査 （2011年6月25日、竹書房）ドラマノベライズ ISBN 978-4812446270
- 遺留捜査 2 （2012年9月7日、竹書房）ドラマノベライズ ISBN 978-4812490990
- 一所懸命（2013年1月25日、竹書房、鈴木奈々＋市川哲史） ISBN 978-4812493120
- 「警察ドラマ」のトリビア 〜ドラマを100倍楽しむために（2014年、竹書房〈竹書房新書〉、倉科孝靖と共著） ISBN 978-4812496909
- 誰も教えてくれなかった本当のポップ・ミュージック論（2014年4月19日、シンコーミュージック） ISBN 978-4401639656
- 逆襲の<ヴィジュアル系>-ヤンキーからオタクに受け継がれたもの（2016年8月5日、垣内出版） ISBN 978-4773405002
- どうしてプログレを好きになってしまったんだろう（2016年12月21日、シンコーミュージック） ISBN 978-4401643264
- どうしてヘヴィ・メタルを好きにならなかったんだろう(2018年3月26日、シンコーミュージック) ISBN 978-4401645848
- すべての道はV系へ通ず。(2018年8月6日、シンコーミュージック）藤谷千明との共著 ISBN 978-4401646395
- プログレ「箱男」（2019年4月25日、シンコーミュージック）ISBN 978-4401647316
- いとしの21馬鹿たち どうしてプログレを好きになってしまったんだろう第二番（2020年5月28日、シンコーミュージック）ISBN 978-4401649020
- 別冊 音楽と人 櫻井敦司（2023年12月28日、音楽と人）市川による当時のインタビュー、市川と三代目編集長金光裕史の対談収録。
- もうすぐエピタフ どうしてプログレを好きになってしまったんだろう#9 第三印象（2024年2月9日、シンコーミュージック・エンタテイメント）ISBN 978-4401654123

## 連載

### コラム
雑誌
- 日経エンタテインメント!「市川哲史の音楽は人なり。」（2009年5月号 - 2012年4月号（最終回）、日経BP社）
- ヘドバン「市川哲史の酒呑み日記 ビヨンド」 （第1回：Vol.16（2017年11月24日発売号）[10] - 最終回：Vol.36（2022年11月5日発売号）、シンコー・ミュージックMOOK）

Web
- カケハシ・レコード 「どうしてプログレを好きになってしまったんだろう@カケハシ」（2017年3月21日（第一回） - 、kakereco.com） 連載中

## ラジオ
- おもいっきりROCK IN YENBAN-YA（三重エフエム放送）[2]
- MIDNIGHT ROCK CITY－金曜日と人－（1995年5月5日 - 1996年 3月29日、FM NACK 5）
- sioriと市川先生の夜の音楽室（2008年7月5日 - 9月27日、TBCラジオ）